# Brusje
Brusje falu Horvátországban, Split-Dalmácia megyében. Közigazgatásilag Hvarhoz tartozik.

## Fekvése
Splittől légvonalban 35 km-re délre, Hvar városától légvonalban 4, közúton 9 km-re északkeletre, a Hvar-sziget nyugati részén fekszik. Szétszórt szerkezetű település, egyes településrészei a Malo Bonda, Velo Bonda, Mandrač, Priko és Glavica neveket viselik. 30,2 hektáros területéből 14,4 hektár a beépített, 15,8 hektár a beépítetlen rész. A talaj a sziget többi részéhez hasonlóan karsztos mészkő és dolomit.

## Története
Brusje a 16. században keletkezett pásztorkunyhókból álló kis pásztorfaluként. A szomszédos Velo és Malo Grabljéval együtt évszázadokig Hvar elővárosának számított. Lakói a hvari plébániához tartoztak, melyet a hvari plébánia anyakönyvei is igazolnak. Kezdetben a hvari Szent Rókus templom szolgált a brusjaiak templomaként, melyet ezért brusjai templomnak is neveztek. 1676-ban felépítették a Szent György templomot, melyet a lakosság növekvő száma miatt 1731-ben és 1793-ban is bővíteni kellett. A helyi temető 1826-ban létesült. Brusje a többi hvari településsel együtt a Velencei Köztársasághoz tartozott. A velencei uralomnak 1797-ben vége szakadt és osztrák csapatok vonultak be Dalmáciába. 1806-ban a sziget az osztrákokat legyőző franciák uralma alá került, de Napóleon lipcsei veresége után újra az osztrákoké lett. A 19. század elején kisebb és nagyobb házcsoportokból állt, melyek általában egy családhoz tartoztak. A házcsoportokat mezőgazdasági területek, legelők szegélyezték és utak kötötték össze. A település északi részén haladt át a Hvar városát Stari Graddal összekötő út. A falu magasabban fekvő déli részén állt a templom. A szétszórt jellegű településekhez hasonlóan Brusjénak sem volt központi közösségi része, ahova az emberek összegyűltek volna. Az élet az egyes házcsoportokon belül zajlott. Szabadon álló házak csak a század végén kezdtek el épülni. 1900-ban még ezer fölött volt a lakosság száma. A 20. század elején kezdődő tömeges kivándorlás miatt egyre több ház maradt üresen. A település 1918-ban az új szerb-horvát-szlovén állam, majd később Jugoszlávia része lett. 1991 óta a független Horvátország része. 2011-ben a településnek már csak 194 lakosa volt, akik főként mezőgazdasággal foglalkoztak. Házainak mintegy fele ma is elhagyatottan, romosan áll.

## Népesség
| Lakosság változása | Lakosság változása | Lakosság változása | Lakosság változása | Lakosság változása | Lakosság változása | Lakosság változása | Lakosság változása | Lakosság változása | Lakosság változása | Lakosság változása | Lakosság változása | Lakosság változása | Lakosság változása | Lakosság változása | Lakosság változása |
| ------------------ | ------------------ | ------------------ | ------------------ | ------------------ | ------------------ | ------------------ | ------------------ | ------------------ | ------------------ | ------------------ | ------------------ | ------------------ | ------------------ | ------------------ | ------------------ |
| 1857               | 1869               | 1880               | 1890               | 1900               | 1910               | 1921               | 1931               | 1948               | 1953               | 1961               | 1971               | 1981               | 1991               | 2001               | 2011               |
| 692                | 677                | 794                | 967                | 1.058              | 914                | 860                | 508                | 465                | 465                | 449                | 338                | 266                | 241                | 206                | 194                |

## Nevezetességei
Szent György tiszteletére szentelt temploma 1676-ban épült. 1731-ben és 1793-ban bővítették, legutóbbi megújítása 2010-ben történt. A felújított templomot az új oltárral 2014. április 28-án szentelte fel Slobodan Štambuk hvar-brač-visi püspök. Az új oltárba boldog Ivan Merz ereklyéit építették be, a jobb oldali mellékoltáron életnagyságú szobra áll és az ő nevét viseli a templom előtti tér is. A templom kőből épített egyhajós épület, bejárata felett a sárkányölő Szent György szobrával, felette rózsaablakkal, az oromzaton három harang számára kialakított harangtoronnyal. A templom melletti régi temető a 19. században létesült. Köritőfalába néhány gótikus és reneszánsz síremlék van befalazva.

## Gazdaság
A helyi  gazdaság alapja a mezőgazdaság, melynek fő terményei a levendula és a dalmátvirág. 

## Híres emberek
Brusjén született, vagy innen elszármazott hírességek:
- Lucija Rudan írónő
- Mate Hraste nyelvtudós
- Sibe Miličić író
- Ivo Dulčić festőművész